# Stiftung Innovation in der Hochschullehre
Die Stiftung Innovation in der Hochschullehre (StIL) ist eine in Hamburg ansässige gemeinnützige Treuhandstiftung in Trägerschaft der Toepfer Stiftung gGmbH, einer Tochtergesellschaft der Alfred Toepfer Stiftung F.V.S. Die StIL hat satzungsgemäß die Aufgabe, Innovationen im Bereich des Lehrens und Lernens an Hochschulen zu ermöglichen sowie die Erneuerungsfähigkeit der Hochschullehre kontinuierlich zu stärken.
Die Stiftung wurde 2020 gegründet. Sie bekommt jährlich ein Budget von 150 Millionen Euro von Bund und Ländern.

## Geschichte
Im Juni 2019 beschlossen die Regierungen von Bund und Ländern mit ihrer Verwaltungsvereinbarung „Innovation in der Hochschullehre“, dass für die kontinuierliche Förderung von Innovationsfähigkeit, Austausch, Vernetzung und Transfer in Studium und Lehre eine neue Organisation eingerichtet werden soll. Nach einem wettbewerblichen Interessenbekundungsverfahren wurde am 6. Dezember 2019 die Toepfer Stiftung gGmbH von der Gemeinsamen Wissenschaftskonferenz (GWK) ausgewählt, um diese Organisation unter ihrem Dach aufzubauen.
Eine vorgezogene Förderbekanntmachung wurde schon kurz nach Gründung der Stiftung am 19. November 2020 veröffentlicht, damit die ersten Fördergelder für ausgewählte Projekte an deutschen Hochschulen eingesetzt werden können.

## Organisation und Aufgaben

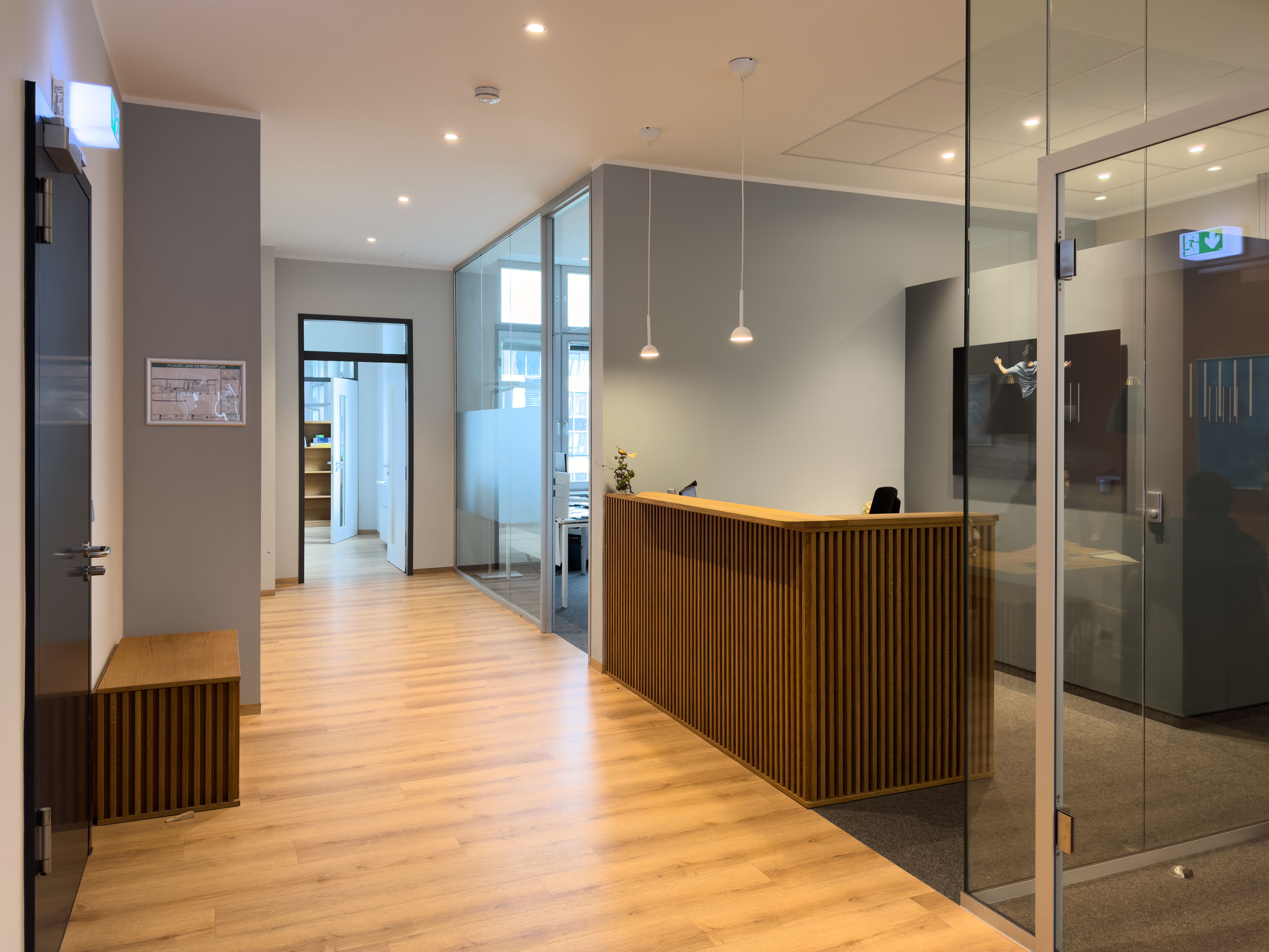
Eingangsbereich der Geschäftsstelle, Raboisen 30 (2024)

Die Stiftung wird von einem dreiköpfigen Vorstand geleitet. Die beiden Vorständinnen Cornelia Raue, geschäftsführender Vorstand, und Antje Mansbrügge, Vorstand Innovation, leiten die StIL hauptamtlich. Als Vorstand Wissenschaft ist Evelyn Korn nebenamtlich tätig.
Ein Bund-Länder-Gremium aus Vertretern der für Hochschulen und Wissenschaft zuständigen Fachressorts von Bund und Ländern steuert die Arbeit der Stiftung. Das Bund-Länder-Gremium und die StIL werden zudem durch einen unabhängigen, externen wissenschaftlichen Beirat mit international ausgewiesenen Experten in strategischen Fragen beraten.
Laut Satzung hat die StIL den Zweck, insbesondere die wissenschaftsgeleitete Projektförderung zu koordinieren sowie „die Organisation des bundesweiten Austauschs und Wissenstransfers in der Hochschullehre mit dem Ziel einer dauerhaften Unterstützung der qualitätsorientierten Weiterentwicklung von Studium und Lehre“.

## Finanzierung
Die Finanzmittel der Stiftung in Höhe von 150 Millionen Euro jährlich stellen Bund und Länder bereit. In den Jahren 2021 bis 2023 erfolgte die Finanzierung ausschließlich durch den Bund. Ab 2024 wird eine jährliche Zuwendung durch den Bund in Höhe von 110 Millionen Euro und durch die Länder in Höhe von 40 Millionen Euro aufgebracht.

## Förderung
Das jährliche Budget der Stiftung fließt abzüglich der Verwaltungskosten in die Förderung. Die Stiftung fördert in drei Förderlinien:
1. die strategisch-strukturelle Stärkung von Studium und Lehre,
2. die Beantwortung aktueller, themenbezogener Herausforderungen sowie
3. die themenoffene Erprobung neuer Ideen und deren Transfer.

Die Auswahl der Förderprojekte folgt wissenschaftsgeleiteten Begutachtungs- und Auswahlverfahren, deren Steuerung die Geschäftsstelle der Stiftung übernimmt. 
Die Förderungen der StIL richtet sich an die gesamte Hochschullandschaft in ihrer Breite. Auch außerhochschulische Akteure können in Verbundprojekten an einem Förderprojekt beteiligt sein. Die Stiftung hat das Selbstverständnis, nach dem Prinzip „Aus der Community für die Community“ zu arbeiten und somit in ständigem Austausch mit den Hochschulangehörigen Angebote zu entwickeln.
Die erste Förderbekanntmachung der StIL „Hochschullehre durch Digitalisierung stärken“ wurde kurz nach Aufnahme des Geschäftsbetriebs veröffentlicht. In dieser Förderung werden 139 zukunftsweisende Projektvorhaben mit einem Gesamtfördervolumen von 330 Millionen Euro gefördert.
Die „Freiraum“-Förderungen sind seit 2022 eine jährlich wiederkehrende Ausschreibung, in der innovative Ideen für die Lehre entwickelt und erprobt werden können. Das Ziel dieser Förderlinie liegt in der Unterstützung von einzelnen Lehrenden oder Gruppen von Lehrenden bei der Erprobung neuer Ideen, um damit eine Basis für spätere Strukturveränderungen zu legen.
Mit den Ausschreibungen „Fokus Netzwerke. Stärkung von Netzwerken als innovationsbefördernde Akteure“ und „Fokus Portale. Stärkung von Portalen als innovationsbefördernde Akteure“ stärkt die Stiftung engagierte Netzwerke und ihre Teilhaber sowie die Dissemination von Wissen. Mit den beiden Ausschreibungen werden zusammen 22 Projekte mit einem Volumen von rund 9 Millionen Euro für die Jahre 2023 bis 2026 gefördert.
Die Förderung „Lehrarchitektur“ ermöglicht Hochschulen die Erprobung und strukturelle Verankerung von Innovationen in Studium und Lehre. Die Laufzeit der Projekte beträgt maximal sechs Jahre bei einem gesamten Fördervolumen von 480 Millionen Euro.
Seit 2022 unterstützt die StIL mit der Sonderförderung „Lernen und Lehre sichern. Fokus Ukraine“ außerdem deutsche Hochschulen, die im Bereich Studium und Lehre auf die Kriegsfolgen für Studierende und Wissenschaftler aus der Ukraine reagieren möchten. Mit dieser Maßnahme reagierte die Stiftung auf eine besondere Situation, um Lehrende bei der großen Herausforderung zu unterstützen, ukrainischen Studierenden die Fortführung ihres Studiums zu ermöglichen.

## Weitere Aktivitäten
Neben der Projektförderung ist die StIL fördernd und operativ in den Bereichen Austausch & Vernetzung sowie Wissenstransfer tätig. Insbesondere macht die Stiftung Expertise zu Lehren und Lernen verfügbar, um so den Austausch über Ergebnisse der Projekte zu unterstützen.
Dafür bietet die Stiftung neben den Förderlinien eine Reihe von Veranstaltungen, Vernetzungsangeboten und Weiterbildungen an, um den Austausch von Gestaltern der Hochschullehre zu fördern und die Akteure bei ihrer Verbesserung der Lehre im Wissenschaftssystem zu stärken. Seit 2022 hat die StIL die TURN Conference als neue Tagungsreihe etabliert. Die Konferenz wird von jährlich wechselnden Hochschulen ausgerichtet für Fachlehrende, die Hochschuldidaktik, das Hochschulmanagement und die Hochschulleitungen. In Kooperation mit dem Hochschulforum Digitalisierung richtet die StIL außerdem das University:Future Festival aus.